# Stellaria filiformis
Stellaria filiformis är en nejlikväxtart som först beskrevs av George Bentham, och fick sitt nu gällande namn av Johannes Mattfeld. Stellaria filiformis ingår i släktet stjärnblommor, och familjen nejlikväxter. Inga underarter finns listade i Catalogue of Life.